# Torneo Preolímpico de la OFC 2019
El Torneo Preolímpico de la OFC 2019 fue el torneo que decidió que selección representaría a Oceanía en los Juegos Olímpicos de Tokio 2021. Fue la octava edición de este torneo, y la segunda vez que se llevó a cabo en Fiyi. El torneo se llevó a cabo del 21 de septiembre al 5 de octubre de 2019.

## Equipos participantes
| Equipos participantes | Equipos participantes | Equipos participantes | Equipos participantes |
| --------------------- | --------------------- | --------------------- | --------------------- |
| Fiyi                  | Nueva Zelanda         | Samoa                 | Tonga                 |
| Islas Salomón         | Papúa Nueva Guinea    | Samoa Estadounidense  | Vanuatu               |

## Sedes
| Suva                 | Lautoka           |
| -------------------- | ----------------- |
| ANZ National Stadium | Churchill Park    |
| Capacidad: 15,000    | Capacidad: 10,000 |
|                      |                   |

## Primera fase[4]

### Grupo A
| Pos. | Equipo          | Pts. | PJ | G | E | P | GF | GC | Dif. | Clasificación |
| ---- | --------------- | ---- | -- | - | - | - | -- | -- | ---- | ------------- |
| 1    | Nueva Zelanda   | 9    | 3  | 3 | 0 | 0 | 22 | 3  | +19  | Fase final    |
| 2    | Islas Salomón   | 6    | 3  | 2 | 0 | 1 | 13 | 4  | +9   | Fase final    |
| 3    | Samoa           | 3    | 3  | 1 | 0 | 2 | 6  | 11 | −5   |               |
| 4    | Samoa Americana | 0    | 3  | 0 | 0 | 3 | 0  | 23 | −23  |               |

 Fuente: OFC
| 21 de septiembre de 2019, 12:00 | Islas Salomón                                            | 6:0 (4:0) | Samoa Estadounidense | Estadio Nacional de Fiyi, Suva |                            |
|                                 | Waita 3', 55' · Kakasi 10' · Taro ga 33' · Mara 41', 47' | Reporte   |                      | Árbitro(s): Mederic Lacour     | Árbitro(s): Mederic Lacour |

| 21 de septiembre de 2019, 15:00 | Samoa         | 1:6 (1:3) | Nueva Zelanda                                      | Estadio Nacional de Fiyi, Suva |                            |
|                                 | Tumua Leo 41' | Reporte   | Waine 10', 53', 81' 84' · Rogerson 12' · Bevan 39' | Árbitro(s): Norbert Hauata     | Árbitro(s): Norbert Hauata |

| 24 de septiembre de 2019, 12:00 | Samoa | 0:5 (0:3) | Islas Salomón                                       | Estadio Nacional de Fiyi, Suva |                         |
|                                 |       | Reporte   | Kakasi 16' · Waita 28', 34' · Mara 68' · Taroga 90' | Árbitro(s): Joel Hopken        | Árbitro(s): Joel Hopken |

| 24 de septiembre de 2019, 15:00 | Nueva Zelanda                                                                                           | 12:0 (4:0) | Samoa Estadounidense | Estadio Nacional de Fiyi, Suva |                              |
|                                 | Lewis 4', 34' · Rogerson 15' · Whyte 19' · Bevan 51', 75', 78', 83', 89' · Waine 54', 59' · De Jong 56' | Reporte    |                      | Árbitro(s): David Yareboinen   | Árbitro(s): David Yareboinen |

| 27 de septiembre de 2019, 15:00 | Samoa Estadounidense | 0:5 (0:3) | Samoa                                                    | Estadio Nacional de Fiyi, Suva |                              |
|                                 |                      | Reporte   | Tumua Leo 26', 88' · Savelio 29' · Bourne 39' · Malu 65' | Árbitro(s): David Yareboinen   | Árbitro(s): David Yareboinen |

| 27 de septiembre de 2019, 18:00 | Nueva Zelanda                                  | 4:2 (2:1) | Islas Salomón           | Estadio Nacional de Fiyi, Suva |                            |
|                                 | Lewis 37' · Bevan 39', 90+1' · Billingsley 52' | Reporte   | Taroga 1' · Maeobia 79' | Árbitro(s): Mederic Lacour     | Árbitro(s): Mederic Lacour |

### Grupo B
| Pos. | Equipo             | Pts. | PJ | G | E | P | GF | GC | Dif. | Clasificación |
| ---- | ------------------ | ---- | -- | - | - | - | -- | -- | ---- | ------------- |
| 1    | Vanuatu            | 9    | 3  | 3 | 0 | 0 | 12 | 1  | +11  | Fase final    |
| 2    | Fiyi (H)           | 6    | 3  | 2 | 0 | 1 | 7  | 3  | +4   | Fase final    |
| 3    | Papúa Nueva Guinea | 3    | 3  | 1 | 0 | 2 | 8  | 7  | +1   |               |
| 4    | Tonga              | 0    | 3  | 0 | 0 | 3 | 2  | 18 | −16  |               |

 Fuente: OFC
| 22 de septiembre de 2019, 12:00 | Vanuatu                       | 3:1 (3:0) | Papúa Nueva Guinea | Churchill Park, Lautoka    |                            |
|                                 | Soromon 3', 21' · Wilkins 25' | Reporte   | Togubai 56'        | Árbitro(s): Matthew Conger | Árbitro(s): Matthew Conger |

| 22 de septiembre de 2019, 15:00 | Tonga        | 1:4 (0:0) | Fiyi                                              | Churchill Park, Lautoka      |                              |
|                                 | Polovili 90' | Reporte   | Joseph 54', 66' · Baledrokadroka 62' · Hughes 90' | Árbitro(s): Sivakorn Pu-udom | Árbitro(s): Sivakorn Pu-udom |

| 25 de septiembre de 2019, 12:00 | Tonga | 0:8 (0:4) | Vanuatu                                                                                    | Churchill Park, Lautoka |                         |
|                                 |       | Reporte   | Kalo 28', 29', 50' · Spokeyjack 31' · Ollie 45+2' · Tasip 48' · Kalopong 53' · Soromon 81' | Árbitro(s): Goerge Time | Árbitro(s): Goerge Time |

| 25 de septiembre de 2019, 15:00 | Fiyi                                           | 3:1 (1:0) | Papúa Nueva Guinea | Churchill Park, Lautoka  |                          |
|                                 | Baledrokadroka 42' · Joseph 50' · Vodowaqa 87' | Reporte   | Simongi 66'        | Árbitro(s): Nick Waldron | Árbitro(s): Nick Waldron |

| 28 de septiembre de 2019, 12:00 | Papúa Nueva Guinea                                          | 6:1 (2:1) | Tonga        | Churchill Park, Lautoka                |                                        |
|                                 | Kepo 11', 73' · Togubai 45+1' 49' · Purari 55' · Malafu 71' | Reporte   | Polovili 15' | Árbitro(s): Campbell-Kirk Kawana-Waugh | Árbitro(s): Campbell-Kirk Kawana-Waugh |

| 28 de septiembre de 2019, 15:00 | Fiyi | 0:1 (0:0) | Vanuatu | Churchill Park, Lautoka    |                            |
|                                 |      | Reporte   | Aru 45' | Árbitro(s): Matthew Conger | Árbitro(s): Matthew Conger |

## Fase Final
|  | Semifinales   | Semifinales   |   |              | Final         | Final |  |
|  |               |               |   |              |               |       |  |
|  |               |               |   |              |               |       |  |
|  | 2 de octubre  |               |   |              |               |       |  |
|  | Nueva Zelanda | 6             |   |              |               |       |  |
|  | Fiyi          | 1             |   |              |               |       |  |
|  |               |               |   |              |               |       |  |
|  |               |               |   |              | 5 de octubre  |       |  |
|  |               |               |   |              | Nueva Zelanda | 5     |  |
|  |               | Islas Salomón | 0 |              |               |       |  |
|  |               |               |   |              |               |       |  |
|  |               |               |   |              |               |       |  |
|  |               |               |   |              | Tercer lugar  |       |  |
|  | 2 de octubre  | 2 de octubre  |   | 5 de octubre | 5 de octubre  |       |  |
|  | Vanuatu       | 0             |   | Fiyi         | 0             |       |  |
|  | Islas Salomón | 1             |   |              | Vanuatu       | 1     |  |

### Semifinales
| 2 de septiembre de 2019, 12:00 | Nueva Zelanda                                                       | 6:1 (4:0) | Fiyi     | Churchill Park, Lautoka      |                              |
|                                | Wara 13' · Waine 23' · Rogerson 28' · Bevan 44', 90+5' · Elliot 79' | Reporte   | Shah 74' | Árbitro(s): David Yareboinen | Árbitro(s): David Yareboinen |

| 2 de septiembre de 2019, 15:30 | Vanuatu | 0:1 (0:1) | Islas Salomón | Churchill Park, Lautoka    |                            |
|                                |         | Reporte   | Waita 37'     | Árbitro(s): Matthew Conger | Árbitro(s): Matthew Conger |

### Tercer puesto
| 5 de septiembre de 2019, 12:00 | Fiyi | 0:1 (0:0) | Vanuatu     | Churchill Park, Lautoka    |                            |
|                                |      | Reporte   | Soromon 75' | Árbitro(s): Mederic Lacour | Árbitro(s): Mederic Lacour |

### Final
| 5 de septiembre de 2019, 15:00 | Nueva Zelanda                                        | 5:0 (3:0) | Islas Salomón | Churchill Park, Lautoka    |                            |
|                                | Rogerson 7' · Bevan 27', 67' · Waine 30' · Jones 90' | Reporte   |               | Árbitro(s): Norbert Hauata | Árbitro(s): Norbert Hauata |

| Bandera de Nueva Zelanda |
| Campeón Nueva Zelanda    |
| Cuarto título            |

## Clasificado a los Juegos Olímpicos de Tokio 2020
| Bandera de Nueva Zelanda |
| Nueva Zelanda            |
| ------------------------ |

## Goleadores
| Jugador         | Selección     | Goles |
| --------------- | ------------- | ----- |
| Myer Bevan      | Nueva Zelanda | 12    |
| Ben Wayne       | Nueva Zelanda | 8     |
| Augustine Waita | Islas Salomón | 5     |
| Logan Rogerson  | Nueva Zelanda | 4     |
| Azariah Soromon | Vanuatu       | 4     |